# Heracleum bhutanicum
Heracleum bhutanicum är en flockblommig växtart som beskrevs av M.F.Watson. Heracleum bhutanicum ingår i släktet lokor, och familjen flockblommiga växter. Inga underarter finns listade i Catalogue of Life.